# Tjinani Maharero
Tjinani Maharero, auch Tjinaani (* 20. Jahrhundert in Südwestafrika), ist seit 2012 der traditionelle Führer des Maharero Royal House in Namibia. Er trägt den Titel Ombara und steht der Traditionellen Verwaltung der Maharero vor.
Seine Vorfahren waren federführend in den Aufstand der Herero und Nama zu Zeiten Deutsch-Südwestafrikas involviert. Anders als viele anderer Hereroführer unterstützt Maharero den offiziellen Kurs der namibischen Regierung bei den Völkermord-Gesprächen mit Deutschland.